# Mangaka-san to Assistant-san to
Mangaka-san to Assistant-san to (マンガ家さんとアシスタントさんと, lit. Mangaka-San e Suas Assistentes) é uma série de mangá japonesa escrita e ilustrada por Hiroyuki. O mangá é serializado nas revistas Young Gangan e Shonen Gangan da Square Enix desde Fevereiro de 2008, até o momento como oito volumes lançados em tankōbon. Em janeiro de 2011 foi lançado o Drama CD da série, e o anime foi lançado no japão em 7 de abril de 2014.

## História
A série é baseada na vida do mangaka Aito Yūki e sua assistente Ashisu Sahoto. O mangá é basicamente um relato do cotidiano do mangaka, mostrando como são criados os capítulos do mangá fictício Haji Cafe (nome original Hajiratte Cafe Late (はじらってカフェラッテ)) e como as perversões dele influenciam no mangá e nas pessoas ao seu redor.

## Personagens
As vozes são do Drama CD.

### Equipe do Haji Cafe
Aito Yūki (愛徒 勇気)
Voz: Fukuyama Jun
Cabelos e olhos pretos. 175cm. Nascido em 1 de Janeiro, 22 anos.
O protagonista da série. É o autor do mangá Hajiratte Cafe Late, publicado na Monthly Shonen Gongon.
Apesar do grande talento para desenho, ele é muito pervertido, logo que seu mangá é basicamente feito de cenas onde são vistas as calcinhas das garotas. Essa é uma das perversões dele desde os tempos de colégio. Ele trabalha em seu apartamento alugado, onde também faz seus passatempos, junto de suas assistentes. Ele tem o costume de paquerar suas colegas de trabalho, ou até mesmo qualquer garota bonita que ele veja. Apesar disso, sua sinceridade e sua paixão por suas ambições tornam-no uma pessoa muito gentil e admirada.
Ashisu Sahoto (足須 沙穂都)
Voz: Noto Mamiko
Cabelo preto longo. 163cm. Nascida em 27 de Março, 19 anos.
Assistente do Aito. Foi apresentada pela Mihari, que a ajudou um ano atrás. Ela costuma frequentar a escola de mangá. Ela é séria, mas tranquila, com um ponto fraco para "coisas fofas". Ela é o principal alvo das brincadeiras de Aito.
Otosuna Mihari (音砂 みはり)
Voz: Tomatsu Haruka
Costuma trabalhar de terno, cabelo loiro curto. 155cm. Nascida em 22 de Julho, 22 anos.
Editora da Monthly Shonen Gongon responsável pelo mangá de Aito. Quando estava no colégio era colega de classe de Aito e tinha o sonho de ser mangaka. Porém sua falta de talento a obrigou a trabalhar como editora. Ela se preocupa muito com seu corpo, principalmente porque ele é alvo das brincadeiras de Aito. Ela costuma ser rígida, mas também demonstra preocupação com seus subordinados.
Fuwa Rin'na (風羽 りんな)
Voz: Toyosaki Aki
Bela garota de cabelo comprido e grandes peitos. 158cm. Nascida em 8 de Dezembro, 18 anos.
Assistente do Aito. É uma grande fã do trabalho dele, mas, quando apresentada a ele, não sabia desenhar mangá, contudo foi aceita porque Aito a achou bonita. Ela sempre está alegre, o que a torna tão boba quanto Aito. Dificilmente ela nega um pedido dele, inclusive ajudando-o em suas brincadeiras.
Kuroi Sena (黒井 せな)
Voz: Kugimiya Rie
Loira, com cabelo comprido até os pés, costuma usar roupas góticas. 140cm. Nascida em 10 de Dezembro, 19 anos.
Devido à sua velocidade e perfeição, é considerada a assistente especialista. Costuma exigir muito dinheiro por seus trabalhos.
Sua primeira impressão é de uma pessoa arrogante, mas na verdade ela é assim apenas para mascarar sua personalidade e aparêcia infantis. Ela ajuda vários mangaka, mas se identificou mais com Aito. Este, por sua vez, costuma irritá-la por causa da aparência infantil, dando doces e implicando com suas roupas.

### Funcionários da Monthly Shonen Gongon
Minano Matome (皆野 まとめ)
Possui aparência de uma estudante da escola primária. Cabelo verde curto.
Editora da Monthly Shonen Gongon. Adora doces e está sempre comendo-os. Costuma aparecer no parquinho perto da casa de Aito para brincar. Aparentemente ela leva o seu trabalho como uma brincadeira, porém com resultados expressivos. Aito gosta muito dela (mesmo no início não sabendo que era sua superior).
Tsuranuki Kazuma (貫 一真)
Voz: Miyashita Eiji
Mangaka. Autor da série Nekketsu (Fire) Fighter da Monthly Shonen Gongon. Porém, essa série não faz sucesso na revista sendo apenas a 14ª em popularidade entre as 20 obras. Devido à falta de sucesso, a série foi cancelada. Ele admira muito a Mihari e, por isso, diz odiar Aito, logo que este sempre a irrita.
Tomito Meisei (兎美都 冥聖)
Voz: Midorigawa Hikaru
Mangaka. Autor da série J.O.D. (Judgement of Darkness) da Monthly Shonen Gongon, a segunda série de maior sucesso na revista. Ele é muito orgulhoso de seu trabalho, o que contribui para seu ego. Porém ele se mostra muito solitário e , quando se encontra com Aito, ele tenta se aproximar dele, visto que Aito vive cercado por várias pessoas, mesmo sendo "ele".
Tomito Gōken (富都 剛健)
Editor encarregado de Tomito. Ele tem a aparência de um homem forte, mas é muito educato e sentimental.
Tanemochi Aoi (種持 葵)
Cabelo preto. Sua aparência é tão bela, que costuma ser confundido com uma mulher. Membro da equipe editorial da Gongon. Ele tem uma personalidade dócil, o que aumenta mais sua aparência feminina. Aito, sempre que o encontra, lamenta-se pelo fato de Aoi ser homem. Porém, Aoi aparenta mostar sentimentos por Aito.
Motoki Tamako (元木 たまこ)
Mangaka. Autora da nova série Tension 1000% da Monthly Shonen Gongon. Ela é bastante enérgica e tem o hábito de abraçar os outros quando está feliz. Ela é fã do trabalho de Aito, e também gosta muito dele.
Kon'no Ichika (今野 一華)
Mangaka. Autora da série Adventure World da Monthly Shonen Gongon, a série mais popular da revista. Desenha desde pequena e, por isso, não tem muita experiência no amor. Ela é bastante alegre e motivada e passa a gostar de Aito assim que o vê. Por isso, se muda para a frente do conjunto dele.

### Outros Personagens
Sumino Mamori (住野 まもり)
Gerente do conjunto onte Aito vive. Ela tem a aparência de uma garota frágil, principalmente quando comparada a sua irmã, e ela também se distrai muito facilmente. Ela admira o fato de Aito ser mangaka, mas tem vergonha de ficar perto dele por causa de seu mangá.
Sumino Mirei (住野 美麗)
Irmã mais velha de Mamori. Diferente da irmã, ela se parece mais como uma mulher adulta. Porém, ela costuma ser muito desleixada e gosta de brincar com os homens que aparecem no conjunto.
Namida Manabi (波田 まなび)
Uma estudante que pretende ser mangaka. Levou seu mangá à Gongon mas não obteve bons resultados. Quando saía da empresa, Aito a encontrou e decidiu fazê-la sua aprendiz (principalmente porque ela é uma garota bonita).

### Animais
Branya (ブラニャー)
Um gato que Aito achou na rua. Sahoto gostou dele e, por isso, Aito decidiu cuidar dele. Ele se parece muito com um dos personagens do mangá de Aito. Ele também é esperto e consegue se comunicar usando placas escritas por ele mesmo. Branya também é autor do mangá Boku to Josephine no Koi ~Soshite Wakare~.

## Mídia

### Mangá
O mangá é serializado nas revistas Young Gangan e Shonen Gangan da Square Enix desde Fevereiro de 2008. O primeiro volume no formato tankōbon foi lançado em Novembro de 2008 , sendo completado com 10 volumes. Porém outro temporada foi comfirmada.

### Drama CD
Um Drama CD, produzidos pela Marine ENTERTAINMENT, já foram produzidos, sendo lançados no dia 26 de Janeiro de 2011.
- Drama CD Mangaka-san to Assistant-san to (Edição Normal) (MMCC-4244, 2011)[4]
- Drama CD Mangaka-san to Assistant-san to (Edição Limitada) (MMCC-4244_, 2011)[5]